# TT358
| iaH · ms | i | mn · n | mr | i | i | t |

| iaH · ms | i | mn · n | mr | i | i | t |

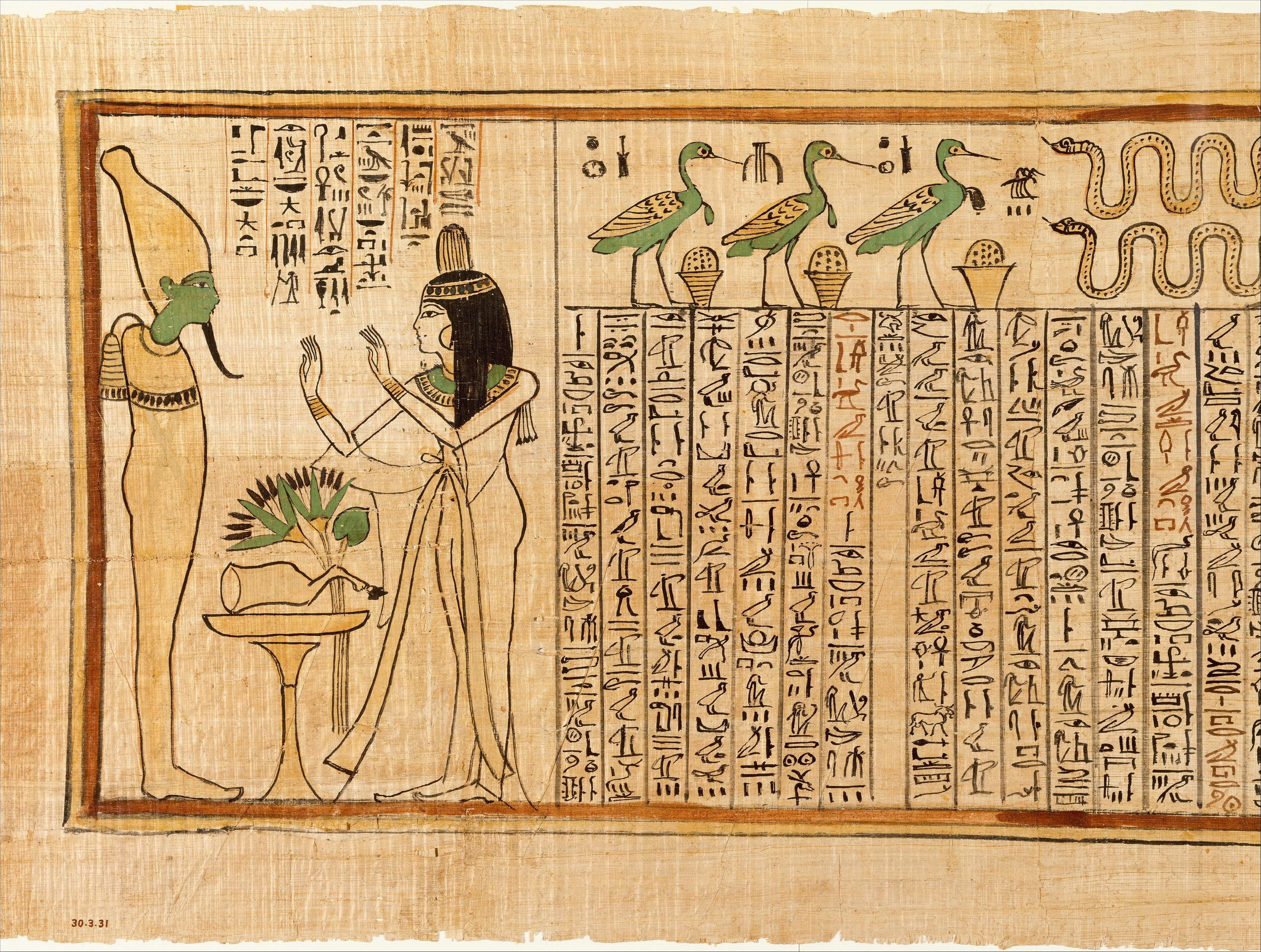
Ilustración del papiro funerario de Nany, mostrándola realizando una ofrenda a Osiris.

La tumba tebana TT358 está situada en Deir el-Bahari, parte de las necrópolis tebanas, en la orilla oeste del Nilo, frente a Luxor. La tumba pertenece a la esposa del rey Ahmose-Meritamón, la hermana y consorte del faraón Amenhotep I. La tumba fue más tarde reutilizada para el entierro intruso de la hija del rey Nany, una hija  del faraón Pinedyem I.
La tumba fue excavada por Winlock en 1929-30 durante las excavaciones patrocinadas por el Museo Metropolitano de Arte de Nueva York. La tumba fue descubierta en el patio del templo de la reina Hatshepsut.

## Ahmose Meritamón
Después de atravesar el largo pasillo exterior se encontró un gran pozo. Fueron colocados unos tablones para cruzarlo y del otro lado Winlock encontró un cuarto vacío. Una puerta dirigía a la cámara interior donde parte del entierro de la reina Ahmose Meritamón reposaba. Ramitas de persea y algunos platitos aparecían al pie de un gran sarcófago antropomorfo.
El ataúd exterior (ahora en el Museo Egipcio de El Cairo, JE 53140) de más de tres metros de largo estaba hecho de tablas de cedro ensambladas uniformemente. Los ojos y las cejas eran de vidrio incrustado. El cuerpo estaba cuidadosamente tallado con galones pintados azules para crear la ilusión de plumas. El ataúd había sido originalmente chapado en pan de oro pero este recubrimiento había sido retirado en la antigüedad. El ataúd interior era más pequeño, pero aun así medía más de 1,80 m. Este sarcófago interior también había sido cubierto con oro pero desnudado de este metal precioso por los sacerdotes restauradores para aprovecharlo. Su momia había sido revendada y reenterrada por los sacerdotes tras haber encontrado su tumba saqueada y vandalizada por los ladrones de tumbas, como hicieron con la mayoría de los ocupantes regios de las necrópolis de la capital tebana. La momia había sido cuidadosamente revendada durante el reinado de Pinedjem I. Inscripciones escritas en las vendas de lino utilizadas en su reentierro indican que fueron hechas en año 18 de Pinedjem por el sumo sacerdote de Amón Masaharta, hijo de Pinedyem I. Especifica exactamente que el reentierro tuvo lugar en el año 19, el tercer mes del invierno, el día 28.
La momia de Ahmose Meritamón fue encontrada en dos inmensos ataúdes exterior e interior de cedro pintado que contenían un tercer ataúd interior de cartonaje. Aparenta relativamente joven, con evidencias de haber sufrido artritis y escoliosis.

## Nany
El pasillo exterior contenía el entierro intruso posterior de la Señora de la Casa, la Cantante de Amón Ra, la hija del Rey de su cuerpo, su Amada, Nany. El ataúd pintado de amarillo contenía su momia cubierta con guirnaldas de flores y una peluca bajo la cabeza. Más allá de este ataúd se encontraba un ataúd exterior más grande. Otros artículos del ajuar funerario hallados incluyeron varias cajas de ushabtis y una figurilla de Osiris hueca que contenía su Libro de los Muertos.
Los ataúdes utilizados para el entierro de Nany (llamada Entiuny en publicaciones antiguas) originalmente habían sido hechos para su madre Te-net-bekhenu.